# Municipio de Prairie (condado de Newton)
El municipio de Prairie (en inglés: Prairie Township) es un municipio ubicado en el condado de Newton en el estado estadounidense de Arkansas. En el año 2010 tenía una población de 252 habitantes y una densidad poblacional de 5,7 personas por km².

## Geografía
El municipio de Prairie se encuentra ubicado en las coordenadas 36°4′1″N 93°1′26″O / 36.06694, -93.02389. Según la Oficina del Censo de los Estados Unidos, el municipio tiene una superficie total de 44.23 km², de la cual 44,2 km² corresponden a tierra firme y (0,08 %) 0,03 km² es agua.

## Demografía
Según el censo de 2010, había 252 personas residiendo en el municipio de Prairie. La densidad de población era de 5,7 hab./km². De los 252 habitantes, el municipio de Prairie estaba compuesto por el 92,46 % blancos, el 1,19 % eran amerindios, el 3,17 % eran de otras razas y el 3,17 % eran de una mezcla de razas. Del total de la población el 3,97 % eran hispanos o latinos de cualquier raza.